# ブルックリン植物園
ブルックリン植物園（ブルックリンしょくぶつえん、Brooklyn Botanic Garden）は、ニューヨーク市ブルックリン区にある植物園。略称でBBGと呼ばれることもある。ブルックリン中心部にあるマウント・プロスペクト・パークの土地の一部を使って1910年に設立され、プロスペクト・パークとブルックリン美術館に隣接する。
約21ヘクタールの庭園には1万4000種以上の植物があり、毎年100万人近くの来園者が訪れる。園内には、いくつかの庭園や、C. V. スター盆栽博物館、砂漠地帯や熱帯などの気候をテーマにした3つのパビリオン、水生植物館、アートギャラリーなどの施設がある。

## 歴史

### 所在
1859年4月18日のニューヨーク州議会の法律で、12人のメンバーから成る委員会にブルックリン市の公園用地を推薦する権限を与えられた。これがプロスペクト・パークを建設するきっかけとなった。1860年2月に15人の委員たちが、候補地を提案し、その中には、現在のマウント・プロスペクト・パークを中心に、北はウォーレン・ストリート、西はヴァンダービルト・アベニュー、9番通り、10番通り、南は3番通り、9番通り、東はワシントン・アベニューに囲まれた1.3平方キロメートルの区画が含まれていた。これを受けて、土木技術者であるエグベルト・ヴィーレは、フラットブッシュ・アベニューを跨ぎ、プロスペクト・ヒルと現在ブルックリン図書館、ブルックリン植物園、ブルックリン博物館がある土地を含む公園の計画を描き始めたが、南北戦争の勃発により、それ以上の活動はできなくなった。1865年初頭になると、ヴィールの計画を見直すために、建築家であり環境デザイナーでもあるカルバート・ヴォーが雇われた。ヴォーはフラットブッシュ・アベニューが公園の土地を分割していることを問題視した:86–91。ヴォーが1865年2月に出した案では、既に購入されていたプロスペクトヒルを含むフラットブッシュ・アベニュー東部の区画は除外されており、北東部は灰捨て場として使われた。

### 設立
1897年、市の統合が進む中、法律によって約16ヘクタールの土地が庭園のために確保され、1910年に当初はインスティテュート・パークと呼ばれた庭園が設立された。この庭園は、ブルックリン芸術科学研究所の後援のもとで運営されていた。その後、1911年5月13日にブルックリン植物園として開園し、その最初の区画としてネイティブ・フローラ・ガーデンが設立された。
1912年、ハロルド・カパーンが造園家に任命された。彼はその後、オズボーン・ガーデン、クランフォード・ローズ・ガーデン、マグノリア・プラザ、プラント・コレクションなど、およそ30年間にわたって残りの敷地のほとんどを設計していった。また、1912年には研究所棟と温室が着工され、1917年に完成した。この建物は、建築家のウィリアム・M・ケンドールがマッキム・ミード・アンド・ホワイト社のためにトスカナ式で設計したもので、後に研究所管理棟と改称され、2007年にニューヨーク市のランドマークに指定された。

### 設立後
1990年に園長に就任したジュディス・ズークのもと、チルドレンズ・ガーデン、日本庭園、フレグランス・ガーデン、オズボーン・ガーデン、クランフォード・ガーデン、リリー・プール・テラス、マグノリア・プラザなど、いくつかの庭園が改修された。1996年までののおよそ20年間は、入園料を任意の寄付としていたが、これでは十分な収益が得られなかったため、1996年からは公的・私的資金の削減と運営コストの増加を受けて、大人1人3ドルの入園料を徴収している。これを受けて地域団体は、「この入園料が、主に労働者階級である近隣住民に与える影響をほとんど考慮していない」として、「ポイズン・アイビー賞」を提示して抗議した。
2019年10月、ブルックリン植物園は「Fight for Sunlight」という企画展を開催した。この企画展は、フランクリン・アベニュー960番地の庭園に隣接する都市開発計画に関して、周囲に建設される建造物によって、園内の温室や庭園に当たるはずの日光が遮られてしまうことによる被害について、より注目を集めるために開催されたものであった。

## 園内の庭園と植物

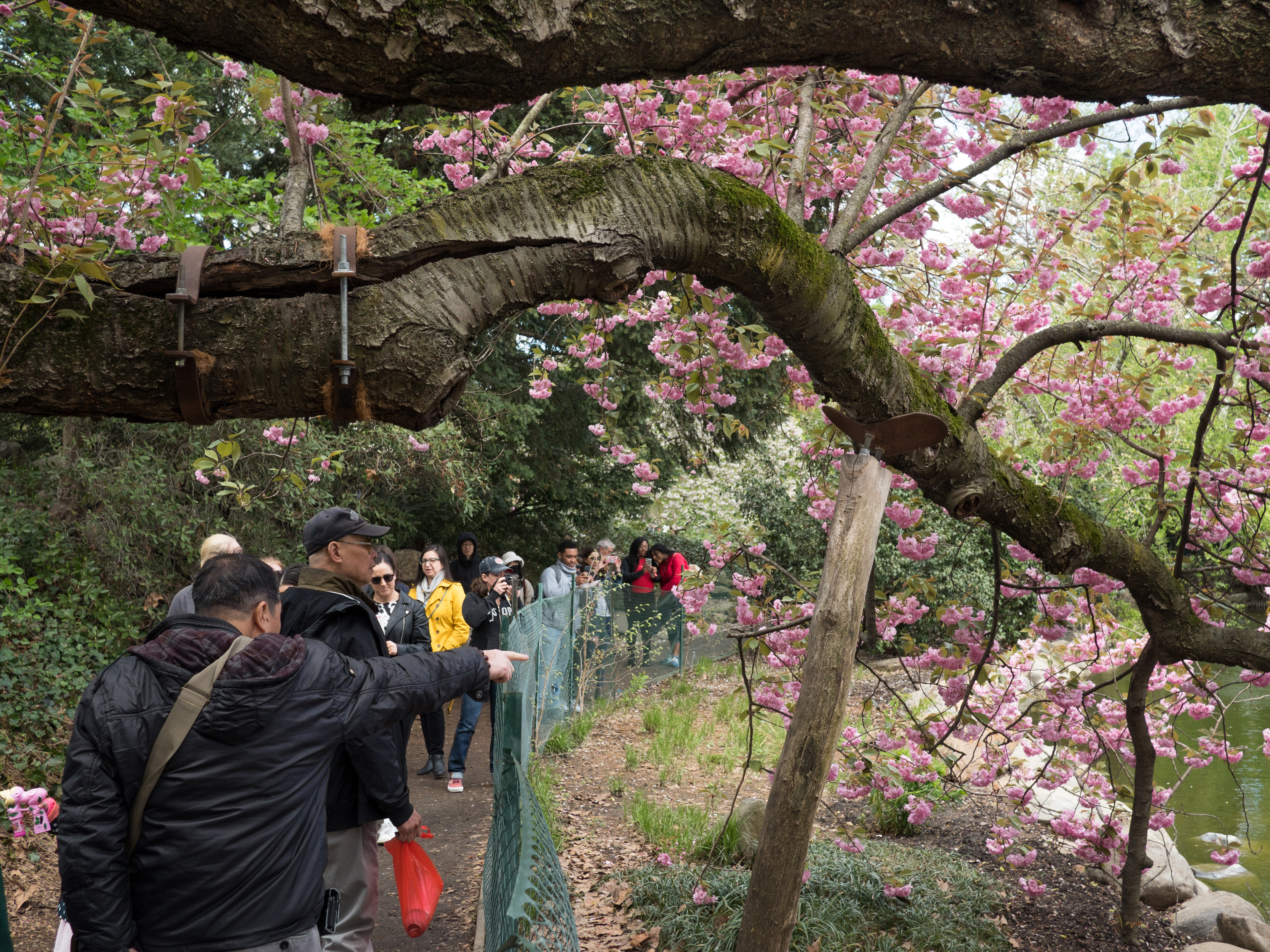
「さくらまつり」の様子

### 桜の木
ブルックリン植物園には、アジア原産の42種（もしくは栽培種）からなる200本以上の桜があり、日本国外では有数の桜の名所となっている。第一次世界大戦後に、日本政府から贈られた最初の桜が植えられた。園内のチェリー・エスプラネードでは、毎年春になると、1カ月間にわたって「花見」が行われ、週末には「さくらまつり」と呼ばれるイベントが開催されている。チェリー・エスプラネードには桜が2列になって植えられており、その両脇には遊歩道と座ることができるエリアが設けられているほか、桜並木の間の芝生に座ることもできる。園内には、他にもジャパニーズ・ヒル・アンド・ポンド・ガーデンにも桜並木があるなど、庭園内の様々な場所で桜の木を見ることができる。天候にもよっては、これらの花を観賞する桜は3月下旬から4月上旬あたりに開花し、5月中旬まで見られる。多くの品種が微妙に異なる時期に開花し、その順序は植物園のウェブサイト上にある「チェリーウォッチ」で確認できる。

### ジャパニーズ・ヒル・アンド・ポンド・ガーデン

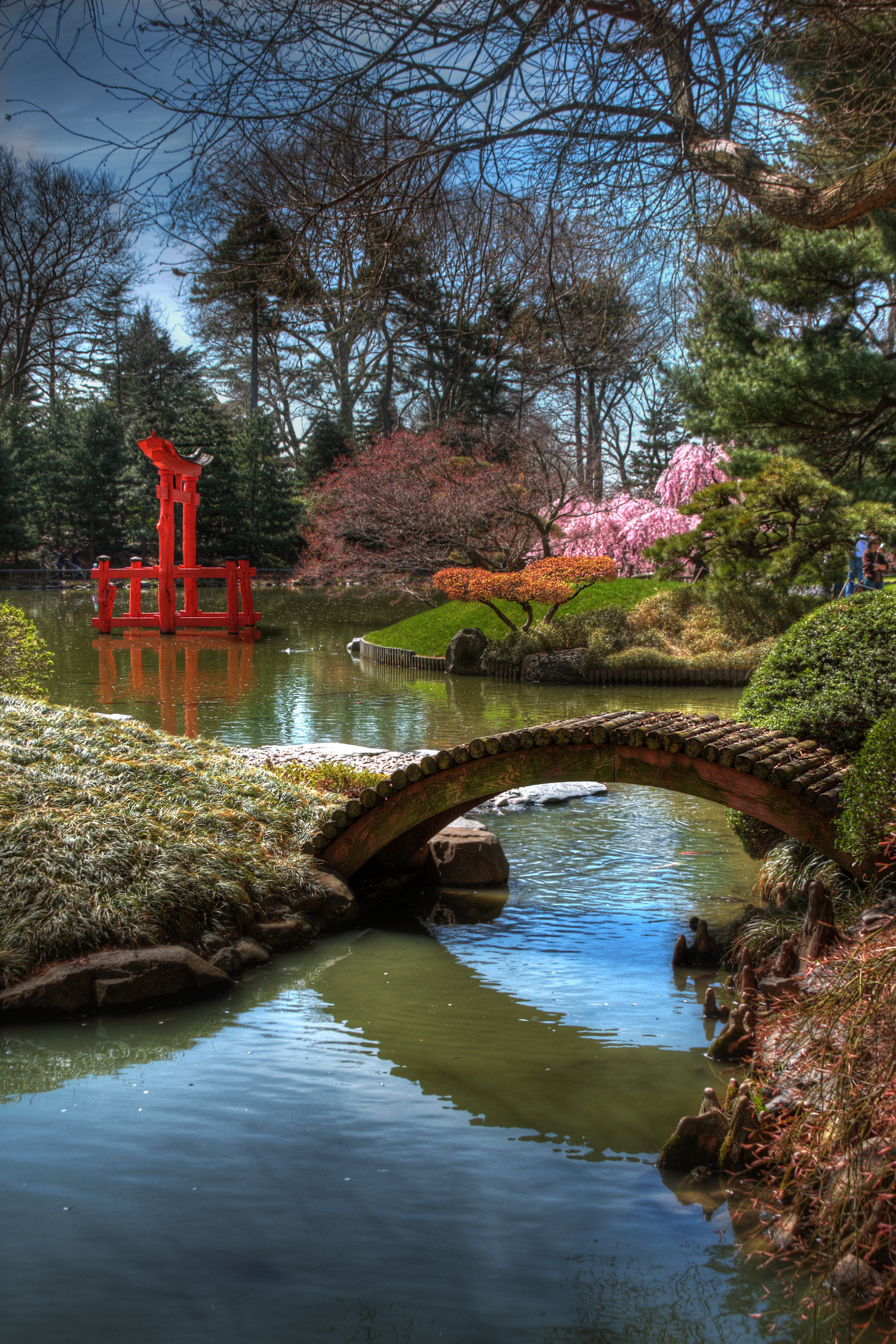
ジャパニーズ・ヒル・アンド・ポンド・ガーデン

ブルックリン植物園のジャパニーズ・ヒル・アンド・ポンド・ガーデンは、アメリカの植物園で最初期に作られた日本庭園の一つであり、無料でアクセスできる最初の庭園だと言われている。ブルックリン植物園初期の後援者で評議員のアルフレッド・トレッドウェイ・ホワイトからの13000ドルの寄付を受けて、1914年から1915年にかけて建設され、1915年6月に初めて一般公開された。庭園は1907年に渡米した日系アメリカ人造園家である塩田武雄によって作られた。
この庭園は、旧式の池泉回遊式庭園と、曲がりくねった道を歩くうちに徐々に景観が見えてくる近代的な回遊式庭園とが融合したものになっている。1.2ヘクタールの敷地には、地・天・人を意味する3つの丘、滝、「心」という字に似せた池、島や注意深く設置された岩などがあり、これらはすべて人工的に造られたものである。庭園内には、木で作られた橋、石灯籠、見晴台、鳥居、神社などの建築物もある。池には数百匹の鯉が泳いでおり、鳥居や園路から鑑賞することができる。また、稲荷神を祀る祠もある。この庭園から流れ出る小川は、園内の他の部分をいくつか通り、最終的にウォーター・ガーデンに至る。
1939年には神社が放火により焼失し、1950年に再建された。1948年には鑑賞パビリオンが消失し、1963年に再建された。また、この日本庭園は第二次世界大戦中にオリエンタル・ガーデンと改名され、1950年に修復された。2000年にこの日本庭園は300万ドルの資金をかけて再び修復され、ニューヨーク・ランドマーク・コンサーバンシーの2001年保護賞を受賞した。
2016年5月には日本庭園の創設100周年を記念する式典が開かれ、日本からは神社本庁の田中恒清総長や神奈川県の寒川神社の利根康教宮司が参加し、神輿を寄贈したほか、日比谷公園からは三春滝桜の苗木が3本提供され、友好交流関係の締結が行われた。

### クランフォード・ローズガーデン

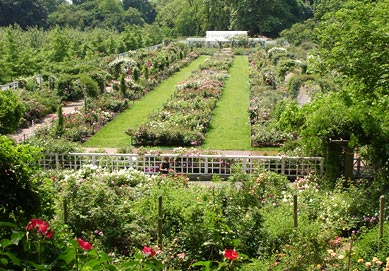
クランフォード・ローズガーデン

1927年、ブルックリンで多くの地下鉄トンネルを建設した建設技師であるウォルター・V・クランフォードが、ブルックリン植物園に15,000ドルを寄付したことでバラ園が作られた。発掘調査の結果、地表から0.61メートルほど掘ったあたりから石畳の道と何トンもの氷河期の岩が見つかり、馬が引くはしけで運ぶ必要があった。クランフォード・ローズガーデンは、造園家のハロルド・カパーンとブルックリン植物園の園芸家であるモンタギュー・フリーによって設計された。2019年の時点でも、元からあった植物の多くが庭に残っていた。このバラ園には、原種、オールドローズ、ハイブリッド・ティー、グランディフローラ、ポリアンサを含む、約1,400種類ものバラから成る5,000以上の植え込みがある。また、庭園内には石像も設置されている。

### ネイティブ・フローラ・ガーデン

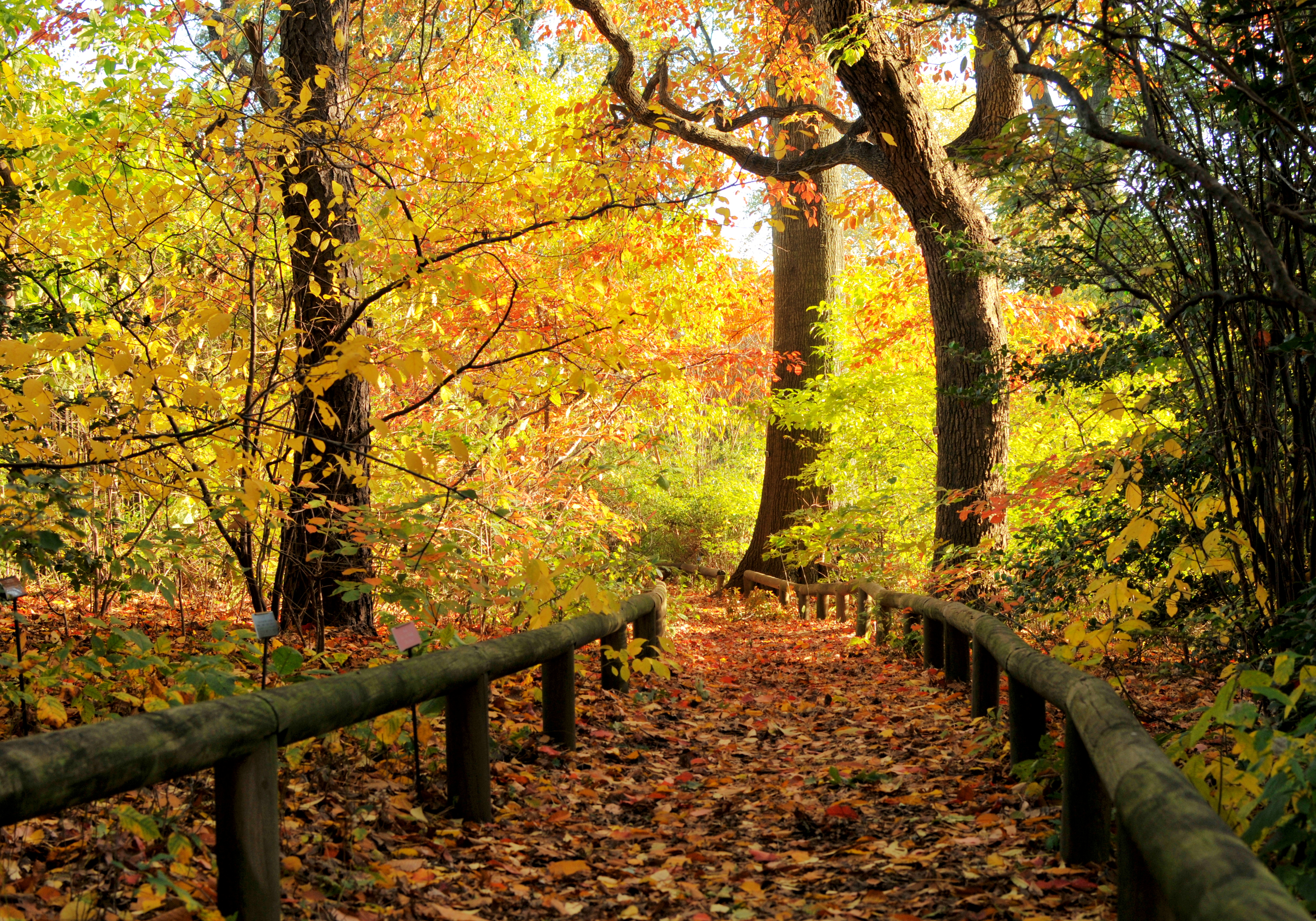
ネイティブ・フローラ・ガーデン

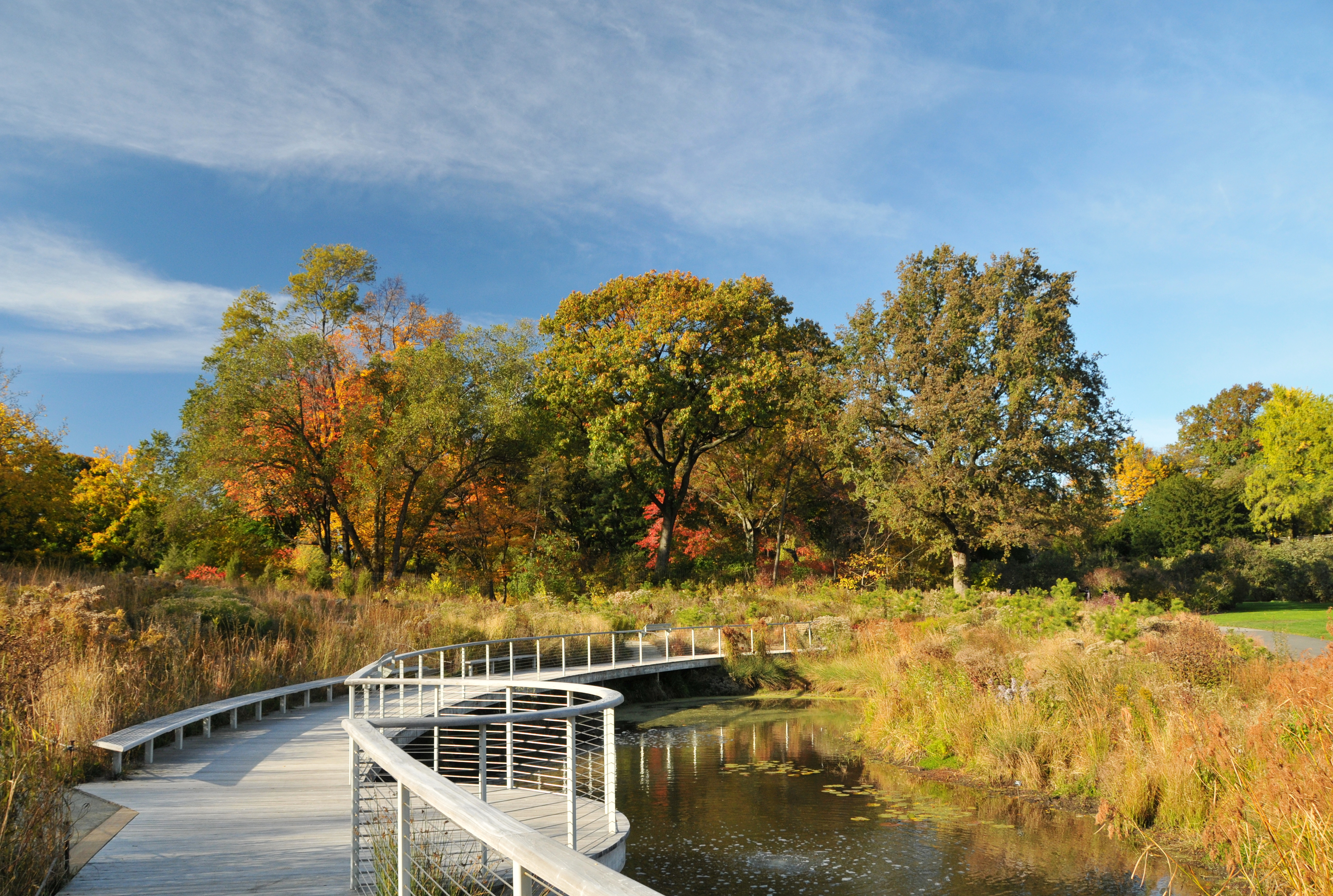
ネイティブ・フローラ・ガーデンの拡張された区画

ネイティブ・フローラ・ガーデンは、ブルックリン植物園の最初の区画として設立され、1911年にオープンした。この種の庭園としては北米では最初のもので、当初は野草が植栽された区画だったが、1931年にニューヨーク都市圏に自生する植物を集めた森林環境として再設計された。1963年から1983年までの期間は、ネイティブ・フローラ・ガーデンは資金難のため、閉鎖されていた。
2013年、ネイティブ・フローラ・ガーデンはダレル・モリソンによって設計された新しい景観で拡張された。この拡張によって、かつての0.81ヘクタールの庭園では成熟した樹冠によって日陰になっていた現地の植物に新しい生息地が提供された。この拡張部分には、トールグラスプレーリー、乾燥した牧草地、松原、釜状陥没地（ケトル）、木製の橋がある。

### シェイクスピア・ガーデン
1925年、ワシントンD.C.にあるフォルガー・シェイクスピア図書館の創設者であるヘンリー・クレイ・フォルガーの寄付により、ブルックリン植物園に最初のシェイクスピア・ガーデンが建設され、後に園内の別の場所に移設された。このイギリス風コテージ・ガーデンには、ウィリアム・シェイクスピアが作った戯曲や詩に登場する植物が80種以上植えられている。各植物につけられたラベルには、一般名、ラテン語名、シェイクスピアによる名、関連する文章の引用、ものによってはその植物の図解が記載されている。

### アリス・レクナーゲル・アイリーズ　フレグランス・ガーデン
シェイクスピアガーデンの隣には、視覚障害者のために点字案内板が設置された「フレグランス・ガーデン」がある。この庭園は、1955年に造園家アリス・レクナーゲル・アイリスによって作られた、視覚障害者のために設計された国内初の庭園である。来園者は、植物を指でこすることで、その良い香りや心地よい手触りを楽しむことができる。園内には、「触れて楽しめる植物」「葉に香りのある植物」「花の香りのする植物」「料理に使われるハーブ」の4つのテーマに沿った区画がある。また、園内は車いすが通れるようになっており、車いすの上からでも楽しめるよう、植栽の高さはすべて低く設定されている。また、植物に触れた後に手を洗ったり心地よい音を楽しんだりできる噴水が設置されている。

### BBGチルドレンズ・ガーデン

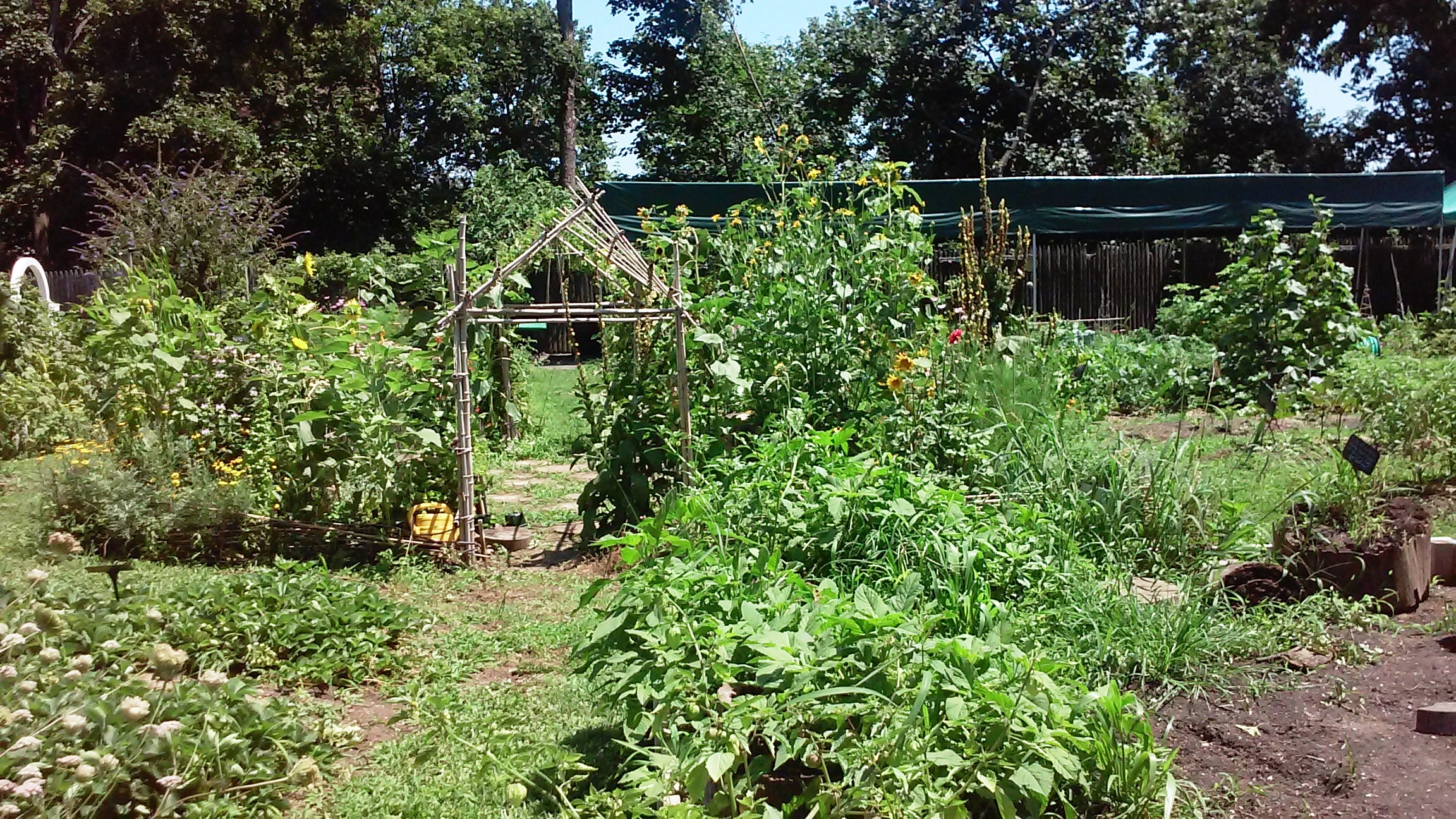
BBGチルドレンズ・ガーデン

BBGチルドレンズ・ガーデンは、植物園の中で継続的に運営されている中では世界で最も古い子ども用の庭園である。ブルックリン植物園の教育者エレン・エディ・ショーの指導により1914年に開設され、子どもたちのための共同農園として運営されている。0.40ヘクタールの敷地には、毎年何百人もの子どもたちが登録し確保する、植物を育てるための区画がある。このチルドレンズ・ガーデンは、GAPインターンにも開放されており、割り当てられた区画で野菜や花を育て、年の終わりに収穫をすることができる。また、堆肥場もあり、GAPインターンやスタッフによって管理されている。ブルックリン植物園のチルドレンズ・ガーデンは、世界中にある同じコンセプトの庭園のモデルとなっている。

### ウォーター・ガーデン
シェルビー・ホワイト＆レオン・レヴィ・ウォーター・ガーデンは、植物園南側の景観における特徴的な区画で、持続可能性を高めるいくつもの特徴を備えた0.61ヘクタールの湿地と水辺の環境である。日本庭園から流れ出る小川は、ウォーター・ガーデンにある池に流れ着く。ウォーターガーデンは2016年に完成し、それ以前はターミナル・ポンドと呼ばれていた。景観構築会社であるマイケル・ヴァン・ヴァルケンバーグ・アソシエイツが設計したウォーター・ガーデンには、復元・拡張された池や小川と約2万本の新しい植物があり、ブルックリン植物園を構成する水の美しさを際立たせている。

### そのほかの庭園

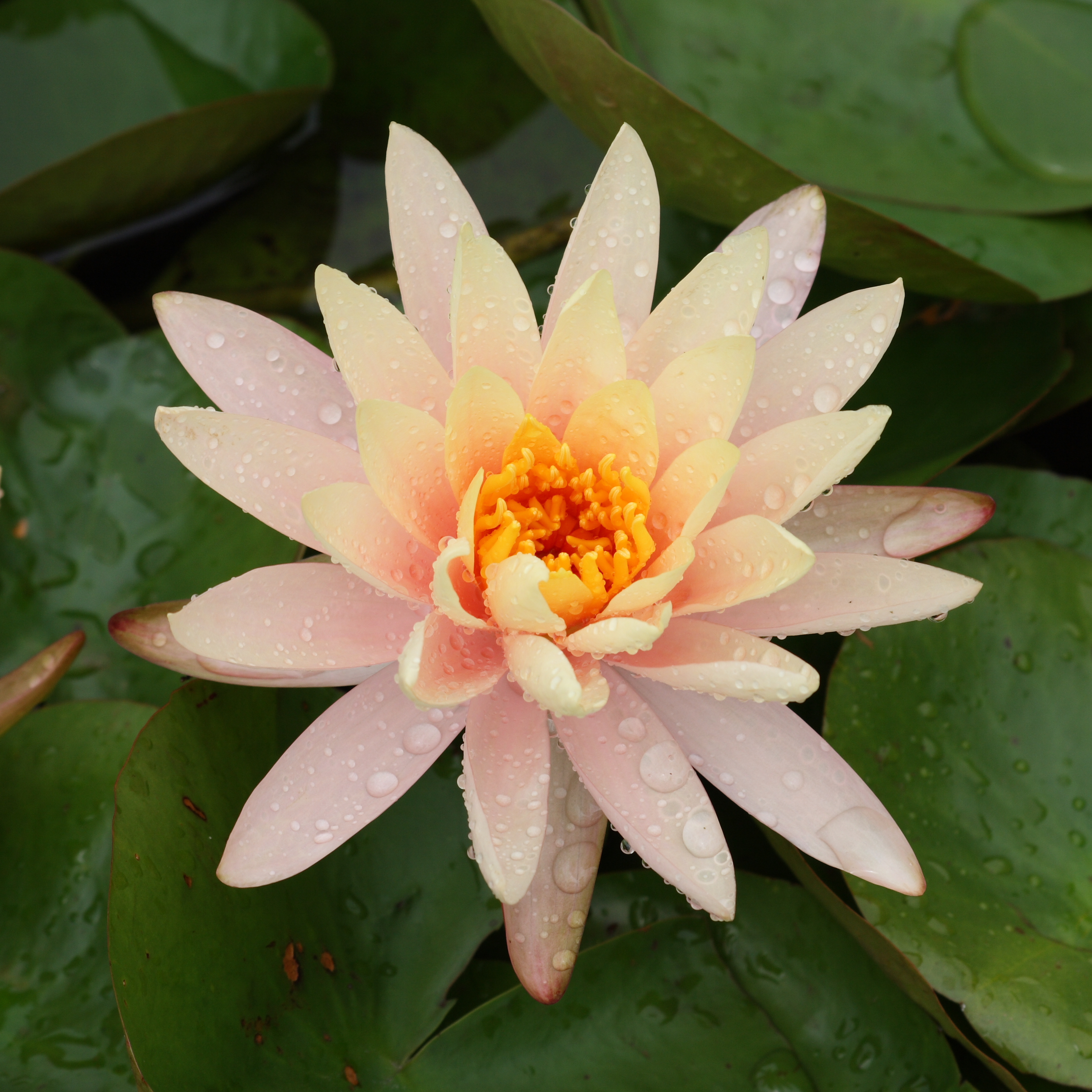
リリー・プール・テラスのスイレン

ブルックリン植物園には、その他の名物庭園として、幼児向けに設計されたディスカバリー・ガーデン、ハーブ・ガーデン、一年草や多年草に縁取られた2つの大きな池にユリや鯉が見られるリリー・プール・テラス、パーゴラと石の噴水がある1.2ヘクタールのイタリア式庭園であるオズボーン・ガーデン、最終氷期の氷河に取り残されていた18個の岩を中心に作られたロックガーデンがある。ブルックリンの有名人であるバーブラ・ストライサンドや、ウディ・アレン、ウォルト・ホイットマンなどを称えるセレブリティ・パスは、彫刻された敷石でできた道になっており、コンサートやパフォーマンスが行われるアルフレッド・T・ホワイト円形劇場へと続いている。
ブルックリン植物園の面積のうち、約3分の1を占める植物コレクションでは、植物や樹木を科ごとに並べてあり、その進化の道筋を示している。ここには、シダや針葉樹のような比較的原始的な植物からキク科のようなよく進化したグループとされる植物まで含まれている。近年の植物遺伝学の研究により、個々の植物の分類は変わっているが、このグルーピングは多くの植物の科とそれらを構成する種を知る上で、良い入門書となっている。

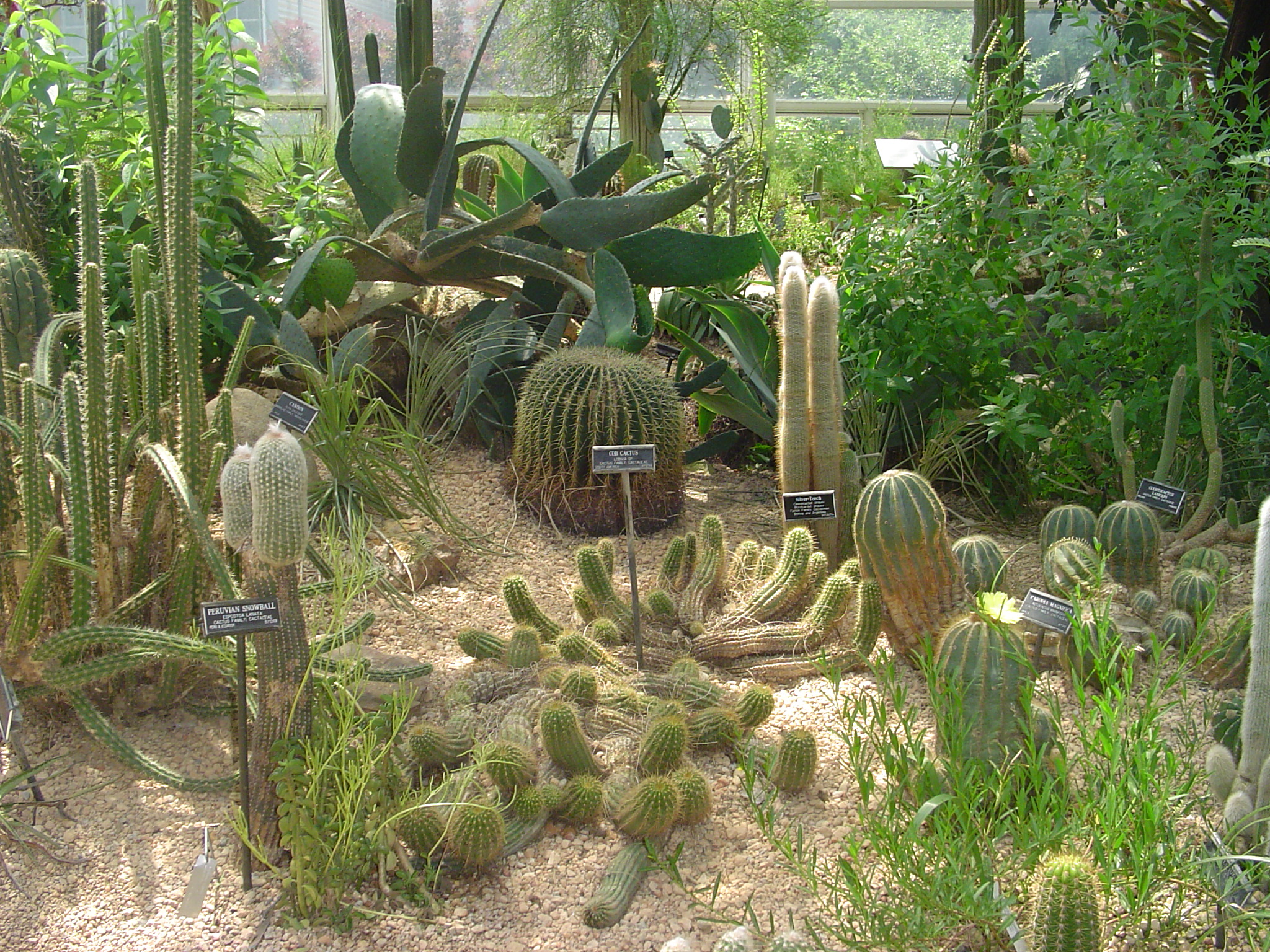
スタインハート温室内で砂漠の植物を展示するエリア

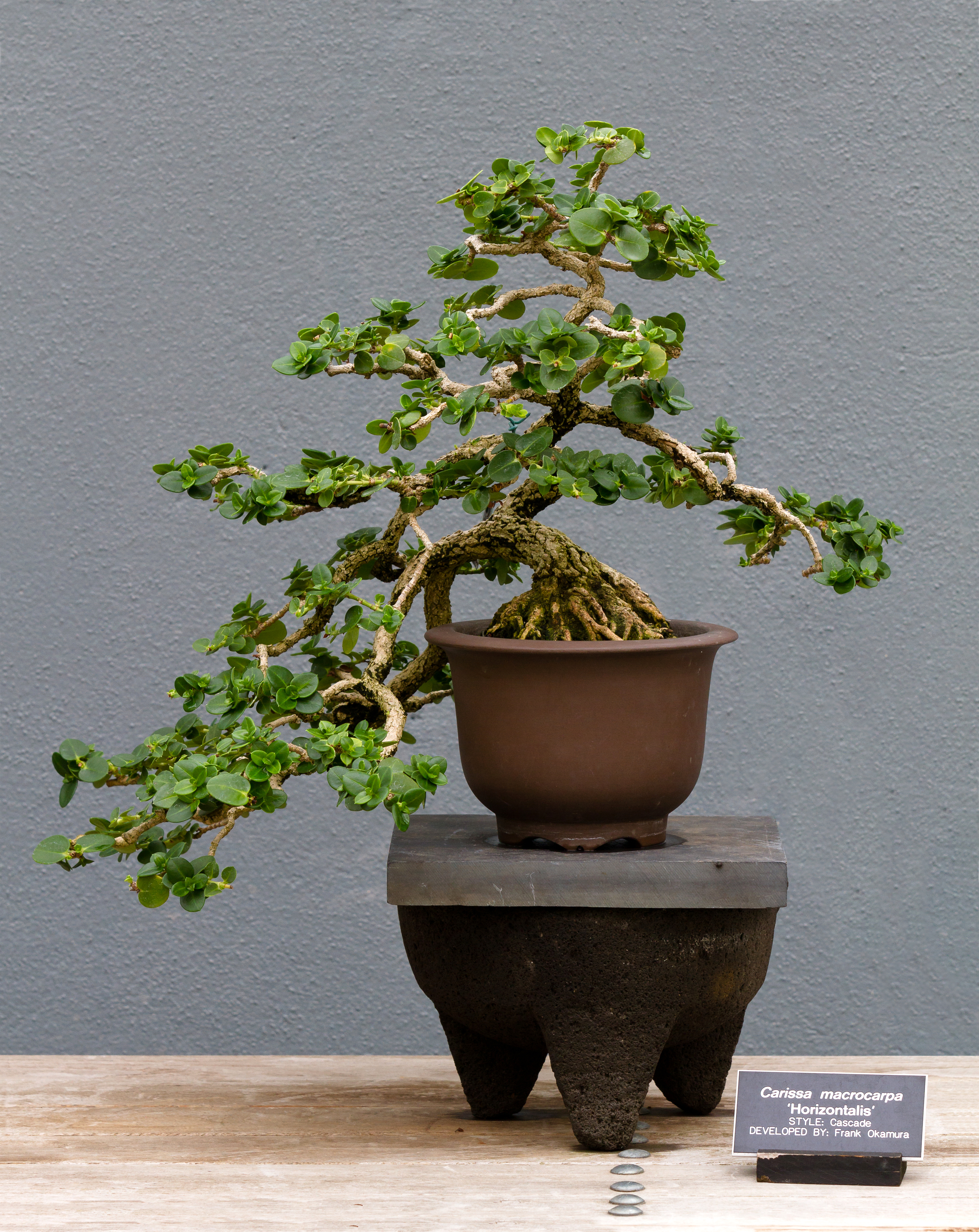
Carissa macrocarpa var. Horizontalisの盆栽

スタインハート温室には、温度が調節された熱帯、温帯、砂漠の3つのパビリオンがあり、ブルックリン植物園の幅広い室内植物コレクションが展示されている。また、アメリカで最も古い盆栽コレクションのひとつであるC.V.スター盆栽博物館、アートギャラリー、熱帯の水草や食虫植物、ランのコレクションがあるロバート W. ウィルソン水生植物館、35億年以上におよぶ植物の進化の歴史と気候変動の影響を辿ることができるスティーブン・K-M・ティム・トレイル・オブ・エボリューションもここにある。
また、チェリー・エスプラネードの上には、チェリー・エスプラネードと庭園を一望できる展望台がある。この展望台は、バードウォッチングや園内の野生動物の観察にも利用されている。

## 活動

### 教育活動

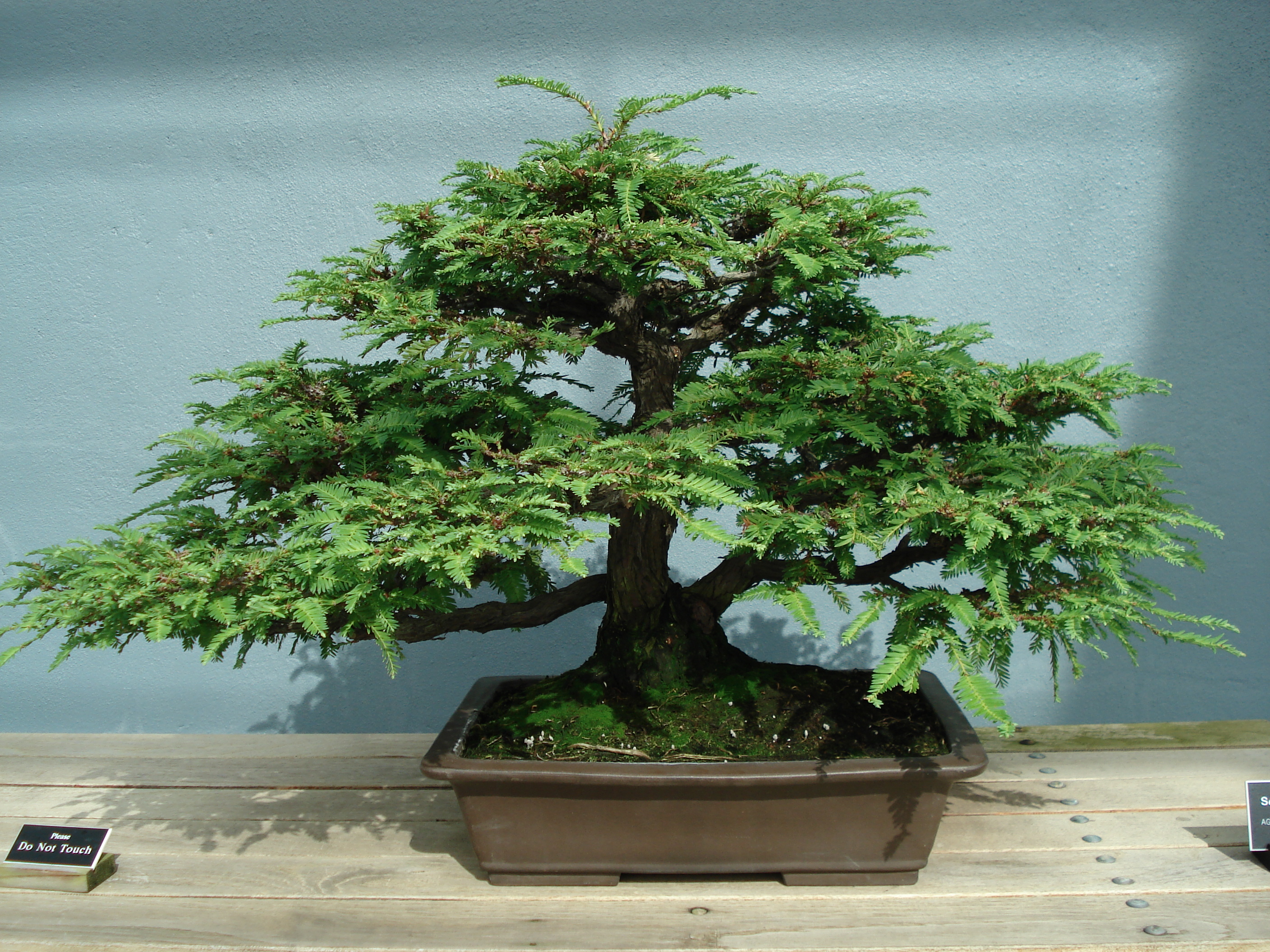
盆栽博物館にあるセコイアの盆栽

ブルックリン植物園は、青少年の教育、自然保護、地域園芸に関する多様なプログラムを実施している。同園の教育部門は、大人から子供まで幅広い範囲を対象とした授業やイベントを運営し、年間を通じて何千もの学校やキャンプグループに教育している。
ブルックリン植物園は、2003年に創立された科学、環境学、都市生態学を専門とする小規模な公立高校、「Brooklyn Academy of Science and the Environment（BASE）」の設立パートナーとなっている。新入生を対象としたLiving Environment（生活環境）コースと並行してField Studies（フィールド研究）コースが設けられ、生徒は園内で時間を過ごし、科学技術を身につけたり、野外科学調査を行ったりする。この学校は、ブルックリン植物園、プロスペクト・パーク・アライアンス、ニューヨーク市教育局のパートナーシップによって運営されている。また、生徒たちは、科学者や園芸家とコネクションを持ち、彼らは生徒たちが開発する高度な研究のメンターとなる。BASEは2007年に最初の卒業生を送り出し、2013年には4人目のゲイツ・ミレニアム奨学生を獲得している。
ブルックリン植物園のガーデン・アプレンティス・プログラム（GAP）では、8年生から12年生を対象に、ガーデニング、科学教育、環境問題についてのインターンシップを提供している。このプログラムは最長で4年間受講でき、生徒たちはトレーニングやボランティア活動の機会を提供され、次第に責任のある仕事を任されるようになる。多くの生徒が4年間のプログラム終了後、就職している。
ディスカバリー・ガーデンでは、毎週子ども向けのワークショップを開催している。ディスカバリー・ガーデンにはインタラクティブな展示と、さまざまな野菜を植えた小さな区画があり、庭は現在拡張中である。
プロジェクト・グリーン・リーチは、科学に焦点を当てて毎年行われるアウトリーチプログラムで、十分に教育が行き届いていない地域の学校で約2,500人の生徒と教師を対象に実施されている。

### 植物科学や保全に関する活動
1990年から2010年にかけて、ブルックリン植物園の研究者たちは、ニューヨーク都市圏の植物について網羅的な調査を行った。この研究は、ニューヨーク・メトロポリタン・フローラ・プロジェクト（NYMF）と呼ばれ、その目的は、この地域に生育するすべての維管束植物のカタログ化と記述にあった。
BBGハーバリウム・コレクションには、ニューヨーク都市圏の植物を中心に30万点以上の植物標本が保管されている。これらの標本の中には、古いもので1818年のものもあり、種の追跡や、侵入植物の拡散の分析、首都圏における植生の変化のモデル化などの研究分野において科学者の助けになっている。また、アメリカ西部、ガラパゴス諸島、ボリビア、モーリシャスの標本も所蔵している。
BBGライブラリーは、マッキム・ミード・アンド・ホワイト・アドミニストレーション・ビルにあり、園芸や植物学に関する書籍を所蔵し、家庭菜園家や専門家、スタッフが利用できるようになっている。この建物には、貴重で歴史的な植物学の文献を所蔵するレア・ブック・ルームがあり、教室、講堂、ロタンダと呼ばれる円形の大広間、オフィスも併設されている。

### 地域園芸に関する活動
ブルックリン植物園の地域緑化プログラム（旧称：ブルックリン・グリーンブリッジ）では、コミュニティガーデンやコミュニティセンターなどのグループに対して、住宅および商業用の園芸プログラムを提供している。
毎年開催される「グリーネスト・ブロック・イン・ブルックリン」コンテストでは、ウィンドウボックスやプランター、植ますを使った植物の植え方教室を開催し、優れた取り組みを表彰することで、近隣地域の美化を促している。
ニューヨーク市衛生局が支援する「アーバン・コンポスティング・プロジェクト」では、コミュニティガーデンや施設に堆肥化の支援とリソースを提供し、個人には裏庭での堆肥化に関する情報を提供している。

## その他の情報

### 書籍の発行
ブルックリン植物園は、1945年に人気のガーデニングハンドブックシリーズを発売して以来、書籍の発行を行っている。現在、ブルックリン植物園の『Guides to a Greener Planet』には、庭のデザイン、持続可能性、自生植物に関する情報が載っている。また、「ガーデンニュースブログ」や実践的なガーデニングのアドバイスも発信している。また、所蔵する歴史的な写真や幻灯機のスライドもオンラインで閲覧できる。

### 来場者用の施設・情報

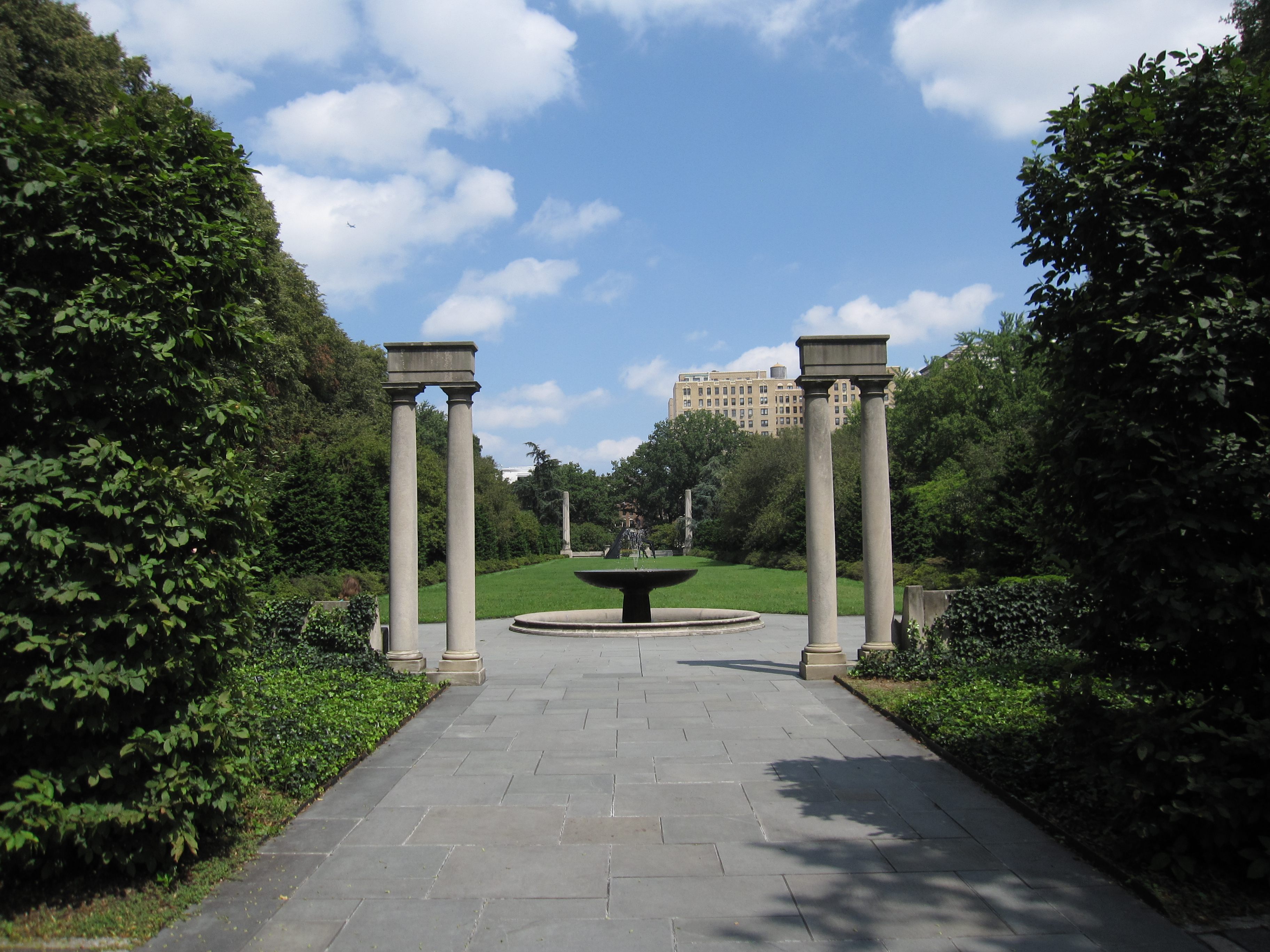
オズボーン・ガーデン

ブルックリン植物園には、2つのギフトショップとビジターセンターがあり、その他に、家庭菜園家やスタッフ、プロの園芸家に対してレファレンスサービスを提供するガーデナーズ・リソース・センターがある。どちらのセンターも、マッキム・ミード・ホワイト・アドミニストレーション・ビルディングに併設されている。
ワイス・マンフレディが設計したBBGの新しいビジターセンターは、2012年5月16日にオープンした。このセンターは、屋上緑化、地熱井、雨水利用などの設備がついており、イベントスペースにはリサイクルされた木製のパネルが設置されている。
ブルックリン植物園にはメンバーシップ制度があり、これに加入すると特典として、春と夏の間、テーマに沿ったサンセットピクニックナイトなどのイベントが開催される。2017年の時点で、メンバーシップ加入に必要な金額は個人で65ドルからとなっている。
ボザール様式の温室「パームハウス」は、300名までの結婚式やイベントの会場として利用でき、グループツアーも可能。隣接するテラスカフェでは、食事や軽食が楽しめる。このカフェは冬の間はスタインハート温室に移設される。
ブルックリン植物園には、約165名の常勤職員と約90名の非常勤職員、約600名のボランティアがおり、年間運営予算は1,620万ドルである。

## 園内の記念銘板
- 園内にはかつてのブルックリン市とフラットブッシュ町との境界線がある。1934年に作られた真鍮のマーカーには、「This brass line in the walk shows the boundary between the old City of Brooklyn and the Township of Flatbush.」（歩道にあるこの真鍮の線はブルックリン市とフラットブッシュ町との間にかつてあった境界線を示している）という説明が書かれている。
- 砂岩ボルダーのプレートには、「Boulder of sandstone geological age, Triassic. Transported by continental glacier during the ice age from near Paterson NJ.」（砂岩のボルダー、三畳紀のもの。ニュージャージー州パターソン付近から氷河期に大陸氷河によって運ばれてきた。）と書かれている。
- 輝緑岩ボルダーのプレートには、「Boulder of Diabase geological age, Triassic. Transported by continental glacier during the ice age from near Haverstraw, NY.」（輝緑岩のボルダー、三畳紀のもの。氷河期に大陸氷河によってニューヨーク州ハバーストロー付近から運ばれた。）と書かれている。
- 植物園の入り口には「This gate and booth are due to a bequest of Sidney Maddock, 1937」（この門とブースは1937年シドニー・マドックの遺贈によるものである）という銘板がある。
- 日本庭園の石灯篭には、「This Japanese lantern was presented to the city of New York by Mr. Bunj Sakuma a controller of Taito Ward Tokyo, in October 1980, to commemorate the 20th anniversary of the New York-Tokyo sister city affiliation. In 1652, feudal lord Naito Bunzen-no Kami Nobuteru dedicated this 10 foot high, 3 ton, komatsu stone lantern to the Tokugawa shogunate.」（この灯籠は、1980年10月、ニューヨーク・東京姉妹都市提携20周年を記念して、東京都台東区のサクマブンジ氏からニューヨーク市に寄贈されたものである。1652年、内藤豊前守信照が江戸幕府に奉納した高さ10尺、重さ3トンの小松石の灯籠である）と書かれている。
- リバティオークス記念碑は、9.11の記念碑である。樫の木の並木の始点にある巨石には、「In Remembrance Of The Events Of September 11, 2001 And To Those Who Lost Their Lives That Day. The Norway Maples That Grew As The First Generation Of Trees On This Site Were Planted In November 1918 To Commemorate The WW1 Armistice.」（2001年9月11日の出来事を思い出し、その日命を落とした人々に捧ぐ。この場所で最初の世代の木として育ったノルウェーカエデは、第一次世界大戦の休戦を記念して1918年11月に植樹された）と書かれている。